# Goera trispina
Goera trispina är en nattsländeart som beskrevs av Georg Ulmer 1930. Goera trispina ingår i släktet Goera och familjen grusrörsnattsländor. Inga underarter finns listade i Catalogue of Life.